# Bataille du khan de Gravia

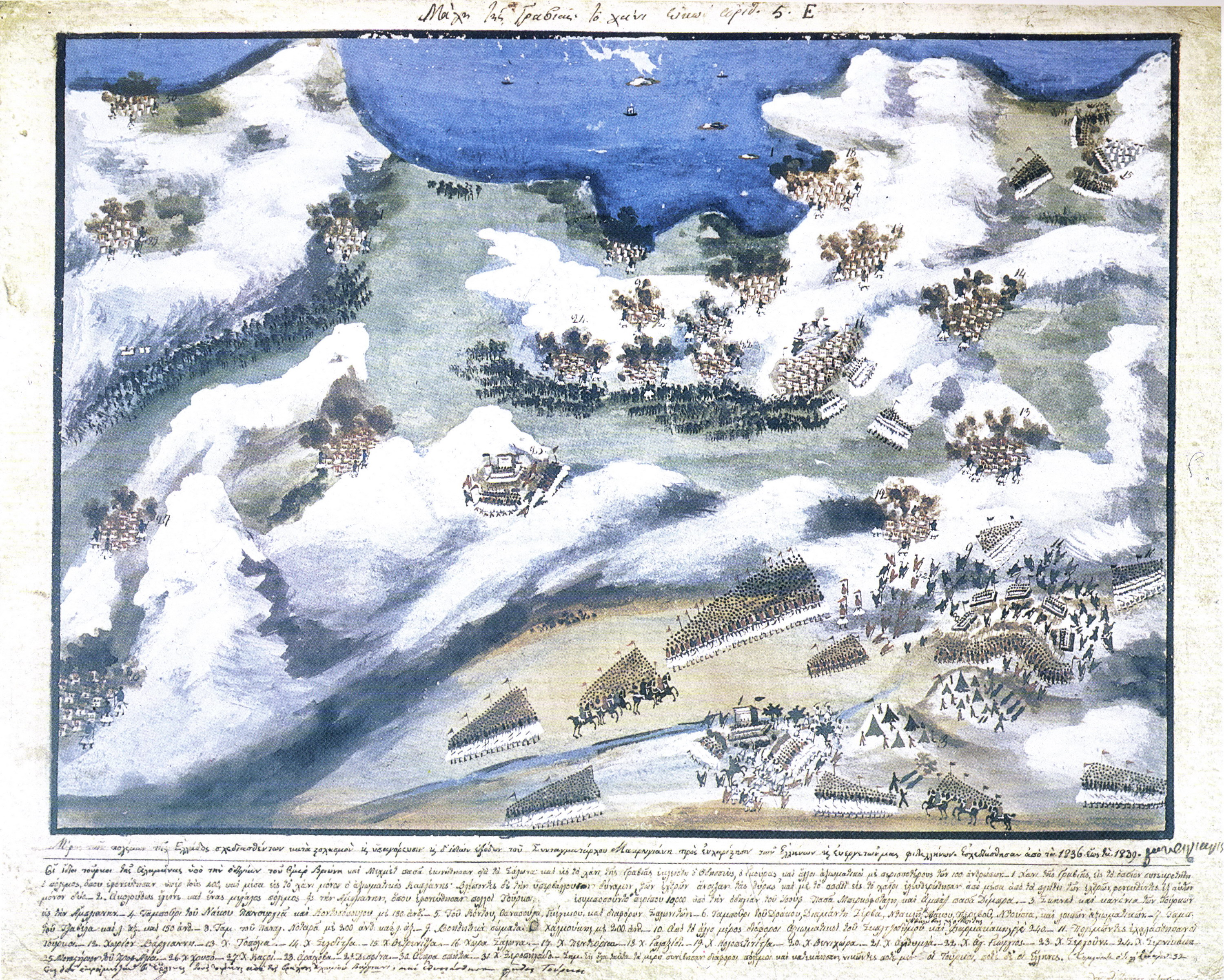
Bataille du khan de Gravia, Par Zografos et Makryiannis

La bataille du khan de Gravia (en grec Μάχη στο Χάνι της Γραβιάς) opposa le 8 mai 1821 des révolutionnaires grecs, commandés par Odysséas Androútsos, à une armée ottomane commandée par Omer Vryonis.
Après sa victoire à Alamana, l'armée turque se dirigeait vers le Péloponnèse afin de réprimer l'insurrection grecque. Alors qu'elle se dirigeait vers la côte afin de traverser le golfe de Corinthe, elle rencontra une troupe de klephtes retranchés dans l'auberge (khan) de Gravia, dans le nord de la Phocide en Grèce centrale, à l'entrée des défilés menant à la côte.
Malgré leur importante infériorité numérique, les Grecs infligèrent de lourdes pertes à l'armée de Vryonis, qui choisit alors un autre itinéraire et dut retarder son invasion du Péloponnèse. Ce délai permit aux Grecs de consolider leurs positions et de terminer la conquête de cette région, aboutissant à la prise de Tripolizza.